# Poliana (imię)
Poliana, Polianna – imię żeńskie; żeński odpowiednik imienia męskiego, którego patronem jest św. Polian, wspominany razem ze św. Nemezjanem, Datywem, Feliksem, Łucjuszem (Lucjuszem), Wiktorem i Liteuszem (III wiek). 
Poliana, Polianna imieniny obchodzi 10 września.